# Hery Rajaonarimampianina
Hery Martial Rakotoarimanana Rajaonarimampianina (ur. 6 listopada 1958 w Antananarywie) – madagaskarski polityk i ekonomista, minister finansów i budżetu w latach 2009–2013, prezydent Madagaskaru od 25 stycznia 2014 do 7 września 2018.

## Życiorys
Hery Rajaonarimampianina urodził się w 1958. W 1982 uzyskał tytuł magistra nauk społecznych na Uniwersytecie w Antananarywie. Następnie wyjechał do Kanady, gdzie w 1986 ukończył studia podyplomowe z zakresu księgowości na uniwersytecie Université du Québec w Trois-Rivières. W 1991 zdobył natomiast certyfikat zawodowy od kanadyjskiego stowarzyszenia księgowego (Certified General Accountant’s Association).
Po powrocie do ojczyzny, od 1991 do 1995 zajmował stanowisko dyrektora Narodowego Instytutu Księgowości i Administracji Biznesu. Wykładał również na Uniwersytecie w Antananarywie oraz na Uniwersytecie w Metz we Francji. W 1995 rozpoczął własną działalność biznesową, zakładając w Antananarywie prywatną firmę księgową. W 2003 został wiceprzewodniczącym madagaskarskiej najwyższej rady księgowych.
W 2009, po przeprowadzeniu na Madagaskarze zamachu stanu i odsunięciu od władzy prezydenta Marca Ravalomanany, objął funkcję ministra finansów i budżetu w nowym rządzie powołanym przez Andry’ego Rajoelinę.
W 2013 założył własne ugrupowanie polityczne Hery Vaovao hoan’i Madagasikara (Nowe Siły Madagaskaru) i został jednym z kandydatów w wyborach prezydenckich, mających zakończyć trwający od 2009 kryzys polityczny. Był jednym z głównych faworytów do zwycięstwa, uzyskując poparcie ze strony obozu rządzącego prezydenta Rajoeliny, który, podobnie jak były prezydent Marc Ravalomanana, nie wziął udziału w wyborach. W czasie kampanii wyborczej zapowiadał przeprowadzenie zmian w systemie edukacji, działania na rzecz poprawy infrastruktury rolniczej, obniżenia poziomu bezrobocia oraz wzmocnienia mechanizmów demokracji.

### Prezydentura
W pierwszej turze głosowania 25 października 2013 zajął drugie miejsce z wynikiem 15,85% głosów, przegrywając tylko z Jean-Jouisem Robinsonem, kandydatem popieranym przez zwolenników Ravalomanany, który zdobył 21,16% głosów. W drugiej turze głosowania 20 grudnia 2013 wygrał z Robinsonem, uzyskawszy 53,5% głosów. Robinson zaskarżył jednakże wyniki drugiej tury do trybunału wyborczego, wskazując na prawie 300 przypadków fałszerstw wyborczych. Międzynarodowi obserwatorzy, w tym misja wyborcza Unii Europejskiej, pochwalili natomiast przebieg zarówno pierwszej, jak i drugiej tury wyborów, zwracając jednak na uwagę na pojedyncze przypadki nieprawidłowości i zaznaczając potrzebę dalszego wzmacniania demokracji. Cały proces wyborczy uznali jednakże za wolny i sprawiedliwy. 17 stycznia 2014 Trybunał Wyborczy oficjalnie potwierdził zwycięstwo wyborcze Rajaonarimampianiny. W następstwie tego Robinson oficjalnie zaakceptował wyniki wyborów i swoją przegraną 24 stycznia 2014.
Uroczyste zaprzysiężenie nowego prezydenta odbyło się 25 stycznia 2014 na stadionie Stade Municipal de Mahamasina. Składając przysięgę, Rajaonarimampianina wezwał politycznych oponentów do zachowania jedności i pomocy w działaniach na rzecz rozwoju państwa. Kilka godzin po zakończeniu ceremonii na jednym z pobliskich przystanków autobusowych doszło do eksplozji granatu, w wyniku której zginęło dwuletnie dziecko, a 37 osób zostało rannych. Prezydent, po wizytacji poszkodowanych w szpitalu, potępił stosowanie jakiejkolwiek formy przemocy i zapowiedział ukaranie za nią odpowiedzialnych. 27 stycznia 2014 Unia Afrykańska, uznawszy proces transferu władzy i demokratyzacji kraju za zakończony, przywróciła zawieszone od zamachu stanu z 2009 członkostwo Madagaskaru w organizacji oraz wezwała inne podmioty sceny międzynarodowej do ponownego udzielania temu krajowi niezbędnej pomocy gospodarczej.
7 września 2018 Rajaonarimampianina zrezygnował z piastowania funkcji głowy państwa, by wziąć udział w zaplanowanych na listopad wyborach prezydenckich. Obowiązki prezydenta przejął tymczasowo przewodniczący Senatu Rivo Rakotovao.